# Ulica Lwowska w Tarnowie
Ulica Lwowska – jedna z głównych ulic Tarnowa, droga wylotowa w stronę Rzeszowa. Rozpoczyna się na obrzeżach Starego Miasta i biegnie przez dzielnice Grabówka i Rzędzin na wschód aż do węzła z obwodnicą.

## Historia

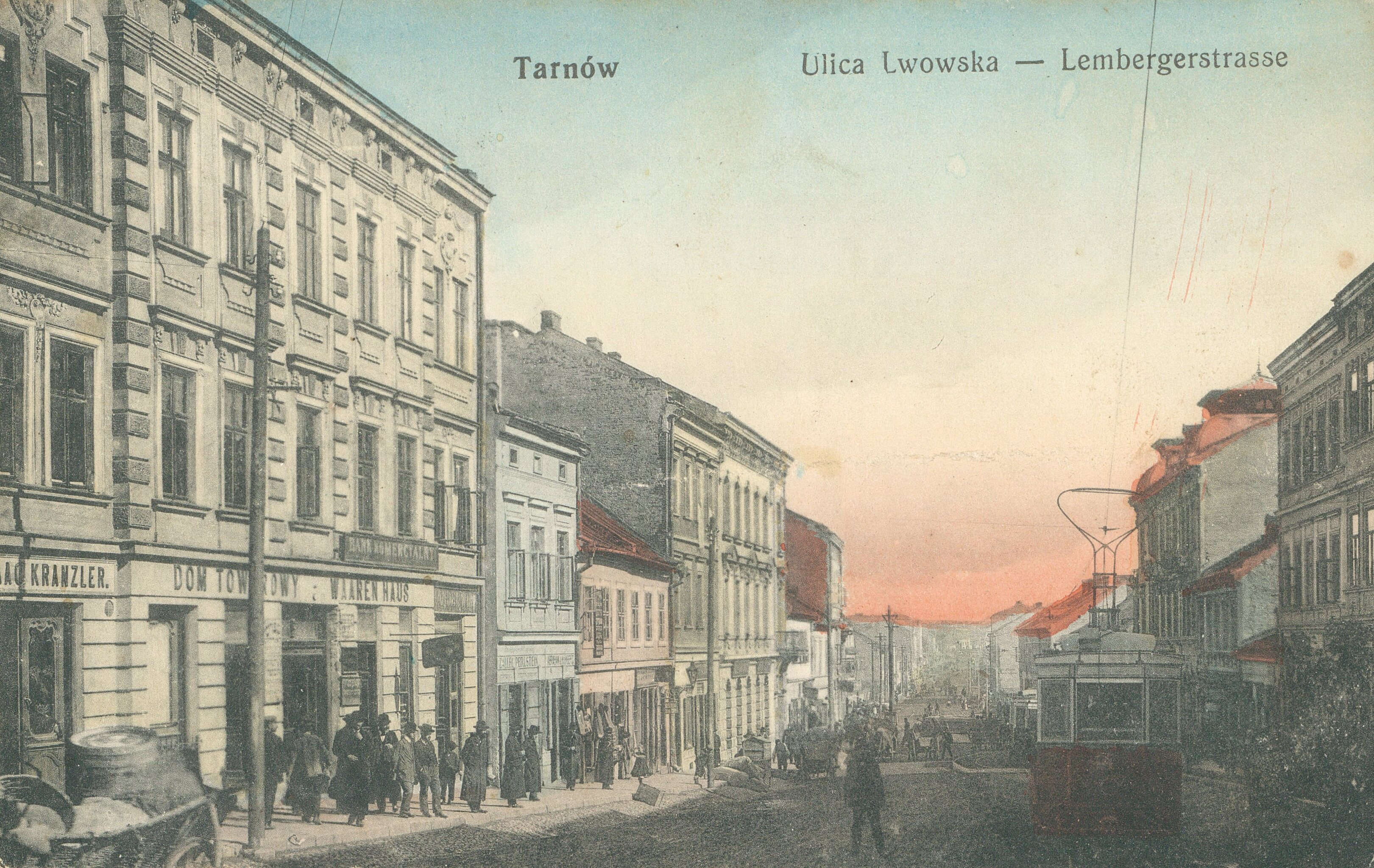
Ulica Lwowska, ~ 1905-15

Ulica wytyczona została na początku XIX w. Jej nazwa pochodzi od faktu, iż prowadzi w kierunku Lwowa. Ulicę zamieszkiwała w przeważającej części biedota, głównie narodowości żydowskiej. W części bliżej Starówki zabudowę ulicy stanowią XIX-wiecznie kamienice czynszowe. W dalszej części dominuje nowsze budownictwo, w tym bloki mieszkalne. 
W latach 1911–1942 ulicą przebiegała linia tramwajowa zlikwidowana przez okupacyjne władze niemieckie. Przez krótki czas w latach 50. XX wieku ulica upamiętniała nazwą Józefa Stalina. Ulica Lwowska od skrzyżowania z ulicą Słoneczną pokrywa się z drogą krajową nr 73.

## Obiekty i instytucje
Przy ul. Lwowskiej znajdują się m.in.:
- Pomnik Wincentego Witosa na Placu Drzewnym (Józef Potępa, 1988),
- Pomnik Ofiar Stalinizmu (Stefan Daus, Wojciech Kosiński, 2000),
- Kościół Najświętszego Serca Pana Jezusa (ul. Lwowska 102),
- Szpital Wojewódzki im. Św. Łukasza (ul. Lwowska 178a).